# Шихириха (Архангельська область)
Шихириха (рос. Шихириха) — присілок в Приморському районі Архангельської області Російської Федерації.
Населення становить 20 осіб. Входить до складу муніципального утворення Приморське поселення.

## Історія
Від 2004 року входить до складу муніципального утворення Приморське поселення.

## Населення
| 2002 | 2010 | 2012 |
| ---- | ---- | ---- |
| 43   | ↘30  | ↘20  |